# Charles Buttner
Pour les articles homonymes, voir Buttner.
Charles Buttner est un homme politique alsacien, né le 7 juillet 1949 à Riedisheim (Haut-Rhin, France). Il est président du conseil général du Haut-Rhin de 2004 à 2015.

## Études et diplômes
Charles Buttner  étudie à l'École normale d’instituteurs de Colmar de 1965 à 1968. Il obtient  un certificat d’aptitude au professorat d’éducation physique et sportive en 1972.

## Carrière professionnelle
Charles Buttner est enseignant depuis 1972. D’abord professeur au collège de Riedisheim (1972-1985), il devient ensuite principal de collège à Belfort, puis au collège du quartier de Bourtzwiller à Mulhouse où il est également coordonnateur de la ZEP (1988-1998) pour être par la suite proviseur du lycée Bugatti à Illzach-Modenheim de 1998 à 2007.
De 2007 à 2014, il est proviseur du lycée Blaise Pascal de Colmar.

## Vie politique

### Carrière
- Conseiller municipal de Riedisheim (1983-1989 et depuis 2008).
- Maire de Riedisheim (12 300 hab.) (élu en 1989, réélu en 1995 et en 2001 jusqu'en 2004).
- 1er adjoint au maire de Riedisheim (2004-2008).
- Membre (1992-2015), vice-président (1998-2004) puis président (2004-2015) du conseil général du Haut-Rhin (750 000 hab.).
- Président fondateur de la communauté de communes des Collines (1998-2008).
- En janvier 2014, il est candidat UMP aux élections européennes dans le Grand-Est[2].
- Candidat aux sénatoriales dans le Haut-Rhin, il est lâché par son parti qui préfère suivre Éric Straumann.
- Il soutient l'UDI.

### Prises de positions
- Au sujet du voile islamique, en 1993, alors principal du collège Bourtzwiller, il affirme que « C'est à nous de respecter les convictions d'autrui, du moment que cela ne cause pas de troubles au sein de l'établissement ! »[3].
- En 2006, sous l'impulsion de Charles Buttner, alors nouveau président du Conseil Général du Haut-Rhin, une fusion est proposée entre l'Écomusée d'Alsace et le Bioscope. Cette initiative soulève des préoccupations concernant l'impact potentiel sur la vocation culturelle et l'autonomie de l'Écomusée. Ces inquiétudes conduisent Marc Grodwohl, alors en charge de l'Écomusée, à démissionner de ses fonctions. Il estime que la fusion compromise les principes fondamentaux de l'institution. Sa démission est rapidement suivie par celle de François Capber, président de l'association de l'Écomusée[4],[5].
- En 2013, au sujet du dialecte alsacien, il considère que c'est « une passerelle vers l'Allemagne » qui « aide à parler, à lire et à comprendre l'allemand. »[6].
- À la suite de la disparition de Jean-Pierre Haeberlin en 2014, Charles Buttner lui rend hommage dans un communiqué[7].
- À la mi-2014, il exprime son désaccord au projet de réforme territotial[8],[9],[10],[11]. Selon lui, au sujet de la nouvelle collectivité, il déclare qu'il n'y aura jamais de baisse d'impôt[12].

## Autres fonctions
- Président de l’Office municipal des Sports et des Arts populaires (OMSAP de Riedisheim) de 1989 à 2004
- Président du groupement d’établissements scolaires (GRETA) de Haute-Alsace (formation continue) de 2001 à 2007
- Président de l’Union sportive de l’enseignement primaire 68 (USEP 68) depuis 2000
- Président de l’Association départementale d’étude et d’information en faveur des personnes âgées (ADEIPA) de 2001 à 2004
- Président-fondateur de l’Agence départementale pour l'information sur le logement (ADIL) depuis 2000 et de l’Observatoire départemental de l’Habitat depuis 2005
- Président-fondateur de l’association Le Cap (lutte contre la toxicomanie) de 1995 à 2004
- Vice-président du syndicat intercommunal à vocations multiples de 1989 à 2008
- Vice-Président du syndicat intercommunal pour les zones industrielles de la Région mulhousienne de 1989 à 2008